# La alegría de vivir (Matisse)

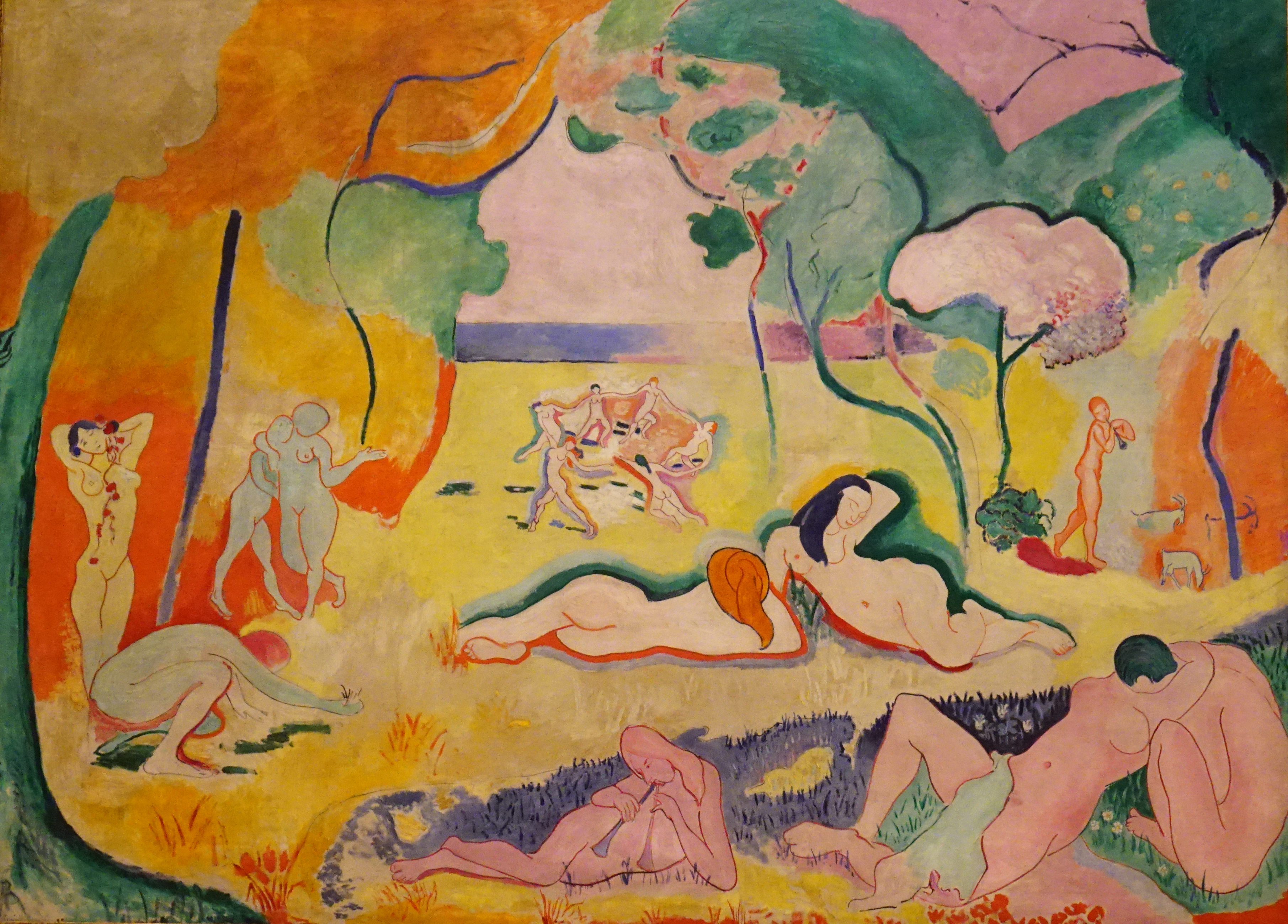
La Alegría de vivir es una obra de Henri Matisse.

La alegría de vivir («Le bonheur de vivre») es un cuadro de Henri Matisse. El fondo central de la pieza es un grupo de figuras similar al grupo representado en su pintura La danza (segunda versión).
Según Kramer Hilton, debido a su largo secuestro en la colección de la Fundación Barnes, en la que nunca se permite su reproducción en color, es la menos conocida de las obras maestras modernas. Sin embargo esta pintura era la respuesta de Matisse a la hostilidad que se había reunido con su trabajo en el Salón de otoño de 1905, una respuesta que afianzó su arte aún más profundamente en los principios estéticos que habían gobernado sus cuadros fauvistas que han causado furor y que lo hizo con él en una escala mucho mayor.